# Festival Internacional de Poesía de Cartagena de Indias
El Festival Internacional de Poesía en Cartagena de Indias fue un evento cultural que se realizó desde 1997 en el mes de diciembre de cada año en la ciudad de Cartagena de Indias, Colombia. Su director fue Martín Salas Ávila.
 El festival cuenta con más de 24 versiones, siendo uno de los festivales más antiguos de la ciudad.

## Actividades
El Festival reunía a poetas de diversas partes del mundo, quienes recitaban sus poemas y lecturas de manera masiva en espacios tales como teatros, bibliotecas, colegios, universidades, empresas, cárceles y sitios como el Instituto de Patrimonio y Cultura de Cartagena -IPCC- y el Centro de Cooperación Española.
Así mismo se dictaban talleres de poesía para niños y jóvenes, se realizaban muestras poéticas en barrios populares, charlas, conferencias, entre otros. Adicionalmente, sus actividades se extendieron a las Casas de Cultura de otras jurisdicciones, a saber: Arjona, Turbaco, Turbaná, Sincelejo, Palenque de San Basilio, Montería, Lorica, Chinú y Cereté. 

## Participantes destacados
Algunos poetas internacionales que han asistido a alguna versión son:
- Austria: Wolfgang Kahu.
- Albania: Alisa Velaj.
- Argentina: María Malusardi.
- Brasil: Pedro de Souza, Deth Haak, Gerardo Maia, Damario Dacruz, Joao De Morales Filho, Wladimir Cazé, Antonio de Oliveira Barreto, Douglas de Almeida, Wesley Correa, Semírames Sé, Lucas Viriato, Valdeck Almeida de Jesus.
- Bolivia: Martha Gantier.
- Canadá: Luise Warren.
- República Checa: Katarina Kauckelova.
- Chile: Elizabeth Neira.
- Chipre: Mehmet Yashin.
- Cuba: Juan Jorge Álvarez Sánchez, Ariel James, Dulce Pullés, Alberto Rodríguez Tosca.
- Colombia: Pedro Blas Julio Romero, Rómulo Bustos, Martín Salas Ávila, Efraím Medina Reyes, Tania Maza, Omar Zabaleta Beltran, Jesús Buelvas Pedroza, Dalmiro Lora, Kelly Santiago Herrera Leon, Juan Carlos Céspedes Acosta, Jhon Junieles, Lazaro Valdelamar, Elbert Proxca, Miguel Iriarte, Fabiola Acosta, Fadir Delgado, Edgardo Herrera, Juan Manuel Roca, Roberto Burgos Cantor, Raymundo Gomezcaceres, Nelly Cantillo, Hector Betancur.
- Costa Rica: José María Zonta, Angélica Murillo, Marilyn Cruz
- Dinamarca: Marie Silkeberg.
- República Dominicana: Alexis Gómez Rosa.
- Estonia: Uslar Ploom.
- Ecuador: Marialuz Albuja, Carlos Vallejo.
- El Salvador: Otoniel Guevara, Vladimir Baiza.
- Eslovaquia: Peter Sulej, Martin Solotruk.
- Eslovenia: Stanka Hrastelj, Marusa Krese , Jurij Hodolin, Tomas Salamun, Lucija Stupica, Tone Skrjanec.
- España: Francisco Jesús Muñoz Soler, Miriam Biosca.
- Guatemala: Francisco Morales.
- Haití: Christophe Charles.
- Hungría: Peter Zilahy.
- Irán: Nahid Kabiri.
- Italia: Michele Obit, Roberto Dedenaro, Luciano Paronetto, Alberto Nocerino, Marko Kravos.
- Japón: Kae Morii.
- Lituania : Kornelius Platelis, Eugenius Alisanka.
- México: Laura Hernández, Madame Gorgona, Rosa María Arellano Contreras, Flor Aguilera, Andrés García Barrios, José Luis Rivas, José A. Alvarado.
- Noruega: Eldrid Lunden.
- Nueva Zelanda: Ron Ridell.
- Panamá: Katia Chiari, Consuelo Tomas, Héctor Collado.
- Puerto Rico: Mairym Cruz-Bernal, Zuleika Pagán López, Edgar López Ferrer, Amarilis Tavarez.
- Rumania: Iulia Anghelescu.
- Serbia: Ana Ristovic.
- Uruguay: Sandra Petrovich, Roberto Mascaró, Wilson Javier Cardozo.
- Venezuela: Juan Calzadilla, Roca Anca, Cesar Rodríguez, Belky Arredondo, Delfina Rojas, Jaime Ramos, Tomas Rosario Vargas, Gustavo Portella, Eunice Escalona, Roger Herrera.